# Karl Beilfuß
Karl Hermann „Charly“ Beilfuß (* 9. Juli 1951 in Leverkusen) ist ein Sport-Physiotherapeut und ehemaliger  deutscher Judoka, er trägt den 6. Dan.

## Leben und sportliche Karriere
Karl Beilfuß begann als 11-Jähriger mit dem Judosport beim TUS 04 Bayer Leverkusen. Von 1971 bis 1975 trainierte er im Bundesleistungszentrum Wolfsburg unter Klaus Glahn und Bundestrainer Han Ho-San. Bei den Junioreuropameisterschaften in Neapel gewann Beilfuß 1971 den 2. Platz in der Gewichtsklasse U93. In den folgenden Jahren wurde er mit dem VfL-Wolfsburg Deutscher Mannschaftsmeister. Außerdem errang er 1974 in der Gewichtsklasse O93 den 1. Platz im Polish Open Warschau.
Zwischen 1975 und 1978 lebte er in West-Berlin, wo er in der Bundesliga für den JV-Berlin kämpfte und eine Ausbildung als Masseur absolvierte.
Von 1979 bis 1983 betreute Karl Beilfuß als lizenzierter Sportphysiotherapeut des Deutschen Sportbundes hauptberuflich und täglich die Leistungs- und Hochleistungssportler des TUS 04 Bayer Leverkusen (heute TSV Bayer 04 Leverkusen). Als Judoka kämpfte er in dieser Zeit in der Bundesligamannschaft des TUS 04 Bayer Leverkusen.
1984 zog er nach West-Berlin zurück und betreute dort mit seinem Sportphysiotherapie-Kollegen Josef Medler Bundesliga- und Nationalmannschaftsspieler, u. a. die Basketballspieler von DTV-Charlottenburg und Alba Berlin, die Bundesliga-Volleyballspieler des VdS / SCC Berlin, die Leichtathleten des Leistungszentrum Berlin und die Wasserballfreunde Spandau 04.
Bei den Olympischen Sommerspielen 1984 in Los Angeles und bei den Olympischen Sommerspielen 1988 in Seoul war Beilfuß Sportphysiotherapeut der bundesdeutschen Judo-Olympiamannschaft.
Seit 1997 ist Karl Beilfuß Physiotherapeut und leitet ein ambulantes Rehabilitationszentrum in Berlin. Karl Beilfuß ist verheiratet mit Katrin Haenselt, einer ehemaligen Basketballspielerin der deutschen Nationalmannschaft. Sie haben eine gemeinsame Tochter.

## Erfolge als Judoka
- 1968: Deutscher Jugendmeister Oberhausen
- 1969: 3. Platz Jugendeuropameisterschaften Berlin
- 1971: 2. Platz Junioreneuropameisterschaften Neapel
- 1972–1974: Deutscher Mannschaftsmeister mit dem VFL-Wolfsburg
- 1974: 3. Platz Mannschaftseuropameisterschaften London
- 1974: 1. Platz Internationales Turnier in Warschau
- 1975: 3. Platz Internationales Turnier in Bad Homburg
- 1978: 2. Platz Internationales Turnier in Paderborn

## Veröffentlichungen
Mitautor von Fachartikeln in:
- Angelika Warmbrunn und Susanne Wied (Hrsg.): Pschyrembel Wörterbuch Pflege. De Gruyter,  Berlin 2003. ISBN 3-11-016948-7
- Eckehard Froese (Hrsg.): Standards für Heilverfahren und Rehabilitation. Alfons W. Genter Verlag, Stuttgart 2015. ISBN 978-3-87247-765-1